# Red Bull Arena (Salzburgo)
El Red Bull Arena o Salzburgo Arena es un estadio de fútbol en la municipalidad de Wals-Siezenheim en los suburbios de Salzburgo, Austria. Fue oficialmente abierto en marzo del 2003 y es donde juega de local el club Red Bull Salzburg de la Bundesliga Austriaca. 

## Historia

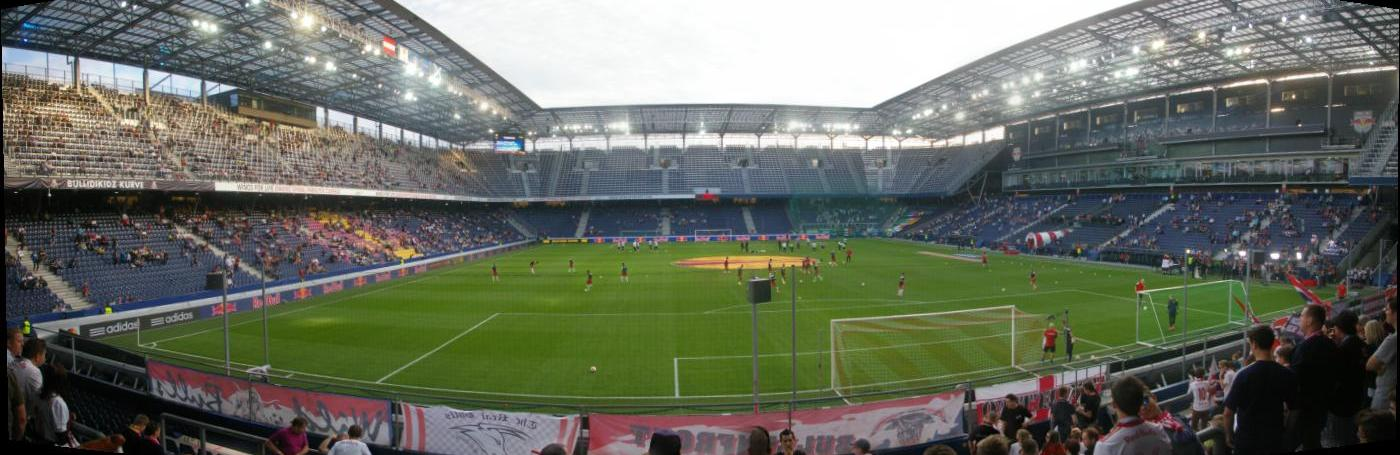
Imagen panorámica.

Cuando la empresa de bebidas energizantes Red Bull compró el equipo también adquirió el escenario deportivo, rebautizándolo con su actual nombre al hacerle las reformas necesarias para albergar encuentros internacionales. Durante la Eurocopa 2008 y antes que Red Bull comprara el escenario, el estadio fue conocido como EM Stadion Wals-Siezenheim, mismo nombre que utiliza cuando el equipo disputa partidos oficiales internacionales debido a los estatutos UEFA, que no permite el nombre de patrocinadores en los estadios de fútbol.
Su capacidad actual es de 31 895 espectadores. La anterior capacidad era de 18 200, pero fue expandida a 30 000 para poder alojar encuentros de la Eurocopa 2008. El "EM Stadion Wals-Siezenheim" era el único estadio en la Bundesliga austriaca que utilizaba césped artificial hasta el 2010, cuando se le retiró para sembrarle grama natural.

## Eventos

### Eurocopa 2008
- El Wals Siezenheim Stadion albergó tres partidos de la Eurocopa 2008.

| Fecha               | Selección #1 | Resultado | Selección #2 | Ronda                 | Espectadores |
| ------------------- | ------------ | --------- | ------------ | --------------------- | ------------ |
| 10 de junio de 2008 | Grecia       | 0–2       | Suecia       | Primera fase, Grupo D | 31 063       |
| 14 de junio de 2008 | Grecia       | 0–1       | Rusia        | Primera fase, Grupo D | 31 063       |
| 18 de junio de 2008 | Grecia       | 1–2       | España       | Primera fase, Grupo D | 30 883       |